# Аас, Таави
Таави Аас (эст. Taavi Aas, род. 10 января 1966, Таллин) — эстонский политический и государственный деятель. Бывший член Центристской партии Эстонии. В прошлом — министр экономики и инфраструктуры Эстонии (2019—2022), мэр Таллина (2017—2019).

## Биография

### Образование и карьера
Таави Аас родился 10 января 1966 года в Таллине. Учился в Гимназии Густава Адольфа, которую окончил в 1984 году. В 1991 году окончил факультет экономики и организации сельского хозяйства Эстонской сельскохозяйственной академии, после чего работал главным экономистом на Пылтсамааском молокозаводе и советником по экономическим вопросам в городской управе Пылтсамаа.
Владеет эстонским, английским, русским и финским языками.
В 1993 году стал исполнительным директором Пылтсамааского молочного объединения. С 1997 по 2005 год работал финансовым директором компании E-PIIM, став в 2004 году также членом правления.

### Политическая деятельность
В апреле 2005 года Аас выбран вице-мэром Таллина. На этом посту руководил работой Таллинского городского совета планирования и Таллинского транспортного совета. Под его непосредственным руководством Таллин перешёл в январе 2013 года на бесплатный для горожан общественный транспорт.
В 2010 году избран председателем правления Ассоциации городов Эстонии. После приостановления полномочий мэра Таллина Эдгара Сависаара в сентябре 2015 года исполнение обязанностей мэра было возложено на вице-мэра Таави Ааса.
15 мая 2017 года Аас был утверждён в качестве кандидата на пост мэра Таллина от Центристской партии. 9 ноября 2017 года Таллинским городским собранием избран мэром города.
11 апреля 2019 года передал должность новому мэру Михаилу Кылварту, так как был избран в законодательный орган Эстонии и стал депутатом Рийгикогу.
29 апреля 2019 года стал министром экономики и инфраструктуры Эстонии во втором правительстве Юри Ратаса, с 26 января 2021 года продолжил работу в составе правительства Каи Каллас. Освобождён от должности 3 июня 2022 года.
21 декабря 2019 года Аас был избран председателем наблюдательного совета Таллинского телевидения.